# Casino Bessarione
Le Casino Bessarione est un petit palais médiéval situé sur la Via di Porta San Sebastiano, dans le Rione San Saba à Rome, près de l'église San Cesareo Appia et des Orti di Galatea . 

## Histoire
Basilios Bessarion, connu en Italie sous le nom de Giovanni Bessarione, est née en 1403 à Trébizonde, qui faisait alors partie de l’empire byzantin. Devenu moine, Basilios prit le nom de Bessarion en l'honneur de saint Bessarion, un ermite égyptien du Ve siècle. En 1439, il accompagna l'empereur Jean VIII Paléologue au concile de Florence, au cours duquel l'Église orthodoxe et l'Église catholique parvinrent à un accord (temporaire) sur leurs différences et se mirent  d'accord sur une réunification (Union de Florence). Après le concile, Basilios est resté en Italie et a été nommé cardinal par le pape Eugène IV.  Après cela, il passa le reste de sa vie à essayer de sauver ce qu'il pouvait de l'héritage culturel byzantin, y compris des archives de nombreuses œuvres d'anciens philosophes et de théologiens inconnus en Occident. Après la chute de Constantinople (1453), Bessarion aida de nombreux réfugiés grecs à Rome . 
Le terrain où se trouve la bâtisse a été donné en 1302 par le pape Boniface VIII aux frères Crociferi (ordre de Betlemitani) pour loger une auberge et un hôpital . En tant que cardinal, Bessarion reçut l'église de San Cesareo de Appia comme église titulaire (1449-1468), ce qui lui permit d'associer une ancienne demeure du XVe siècle située à proximité, à son nom. Les historiens estiment actuellement que la demeure a été construite par le cardinal Giovanni Battista Zeno (1479-1501) entre 1450 et 1460 , le successeur de Bessarion dans le titre. Il était un neveu du pape Paul II, dont le palais à Rome avait des fenêtres très similaires à celles de cette maison . En 1542, le cardinal Marcello Crescenzi utilisa le casino et commanda la décoration de la loggia, qui est encore décorée de son blason . En 1600, le pape Clément VIII Aldobrandini céda le bien au Collegio Clementino (de l'ordre des clercs de Somasque), qui l'utilisa comme retraite d'été jusqu'en 1870, date à laquelle la plupart des biens monastiques de Rome furent confisqués par le royaume d'Italie après la prise de Rome . 
Le casino a été rouvert en 1933 après une rénovation majeure et était utilisé pour recevoir des chefs de gouvernement . 

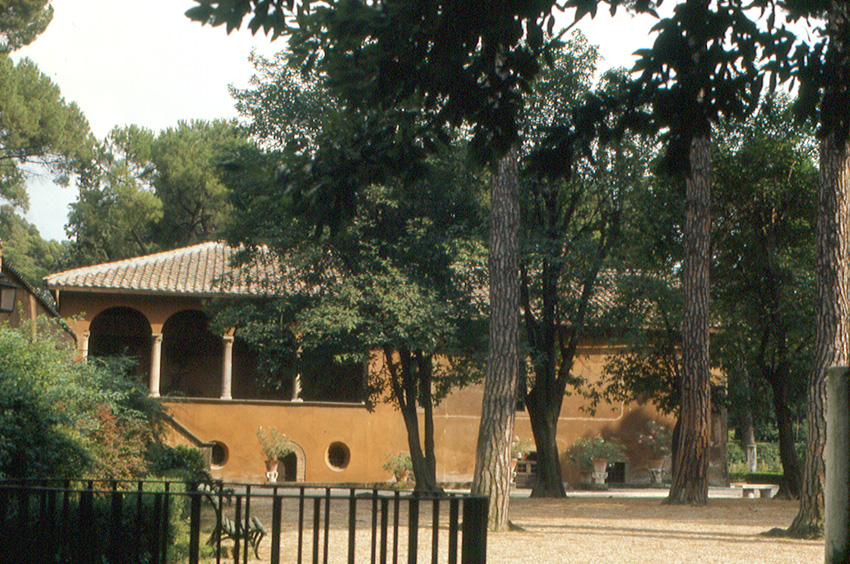